# Breakfast for Two
Breakfast for Two is een film uit 1937 onder regie van Alfred Santell. De film is gebaseerd op het verhaal A Love Like That van David Garth.

## Verhaal
De film gaat over een rokkenjager die ontdekt dat hij op een late avond heeft geflirt met een Texaanse. Zij wil nu met hem trouwen, maar als ze erachter komt dat zijn levenslust weg is en hij er financieel slecht voor staat, besluit ze hem eerst te helpen, voordat ze met hem trouwt.

## Rolverdeling
| Acteur           | Personage               |
| ---------------- | ----------------------- |
| Barbara Stanwyck | Valentine 'Val' Ransome |
| Herbert Marshall | Jonathan 'Johnny' Blair |
| Glenda Farrell   | Carol Wallace           |
| Eric Blore       | Butch, Blair's Valet    |
| Donald Meek      | Justice of the Peace    |